# LG Prada 3.0
LG Prada 3.0 - третий Android смартфон, созданный в сотрудничестве компании LG и дома моды Prada. Его отличительной особенностью стал минималистичный черно-белый дизайн - как корпуса, так и интерфейса. Фактура задней панели телефона копирует фактуру кожи Saffiano, созданной Prada. Позиционируется компанией как единственный на рынке элитный смартфон. 
Prada 3.0 от LG был представлен в ноябре 2011 года, в декабре 2011 года поступил в продажу в Корее, а с февраля 2012 - в России.
Отзывы, в целом положительные, специалисты сходятся во мнении, что модель получилась не только стильной, но и функциональной.

## Технические особенности
Prada 3.0 от LG выполнен в формате сенсорного бесклавиатурного моноблока с емкостным экраном NOVA 4,3”, покрытие - стекло Gorilla Glass. Сенсорный слой – емкостный, обрабатывает 10 одновременных касаний. Чувствительность очень высокая и сравнима с чувствительностью слоя в iPhone 4/4S.
Толщина корпуса - 8,5 мм, что на 1,5 мм меньше, чем у LG Optimus 2X. Смартфон Prada 3.0 от LG оснащён процессором OMAP4430 1 GHz, 1GB RAM и 8GB встроенной памяти, которую можно увеличить с помощью слота microSD. Программное обеспечение - Android 2.3.7 со специально разработанным стильным черно-белым интерфейсом. Обновление до версии Ice Cream Sandwich 4.04 доступно со второго квартала 2012 года.